# Riccardo Ferri
Riccardo Ferri (* 20. August 1963 in Crema) ist ein ehemaliger italienischer Fußballspieler, der als Verteidiger spielte.

## Karriere
Riccardo Ferri gewann in seiner Karriere unter anderem zweimal den UEFA-Pokal in den Jahren 1991 und 1994 und absolvierte zwischen 1986 und 1992 45 Spiele für die italienische Fußballnationalmannschaft. In den 15 Saisons, die er in der italienischen Serie A spielte, schoss er insgesamt acht Eigentore und hält somit den Rekord für die meisten Eigentore eines Spielers in der höchsten italienischen Spielklasse. Er spielte 13 Jahre bei Inter Mailand und zwei Jahre bei Sampdoria Genua, immer in der Serie A.

## Erfolge
- U-21-Vize-Europameister: 1986
- UEFA-Pokal: 1990/91, 1993/94
- Italienische Meisterschaft: 1988/89
- Italienischer Supercup: 1989